# بهية (مغنية)
لالة بهية  أو لالة بهية فرح (1917م - 24 أفريل 1984م)، هي مغنية جزائرية مختصة في طابع أشويق ضمن الموسيقى الأمازيغية. اسمها الحقيقي فاطمة الزهراء بونوار.

## مسيرتها

### النشأة في البويرة

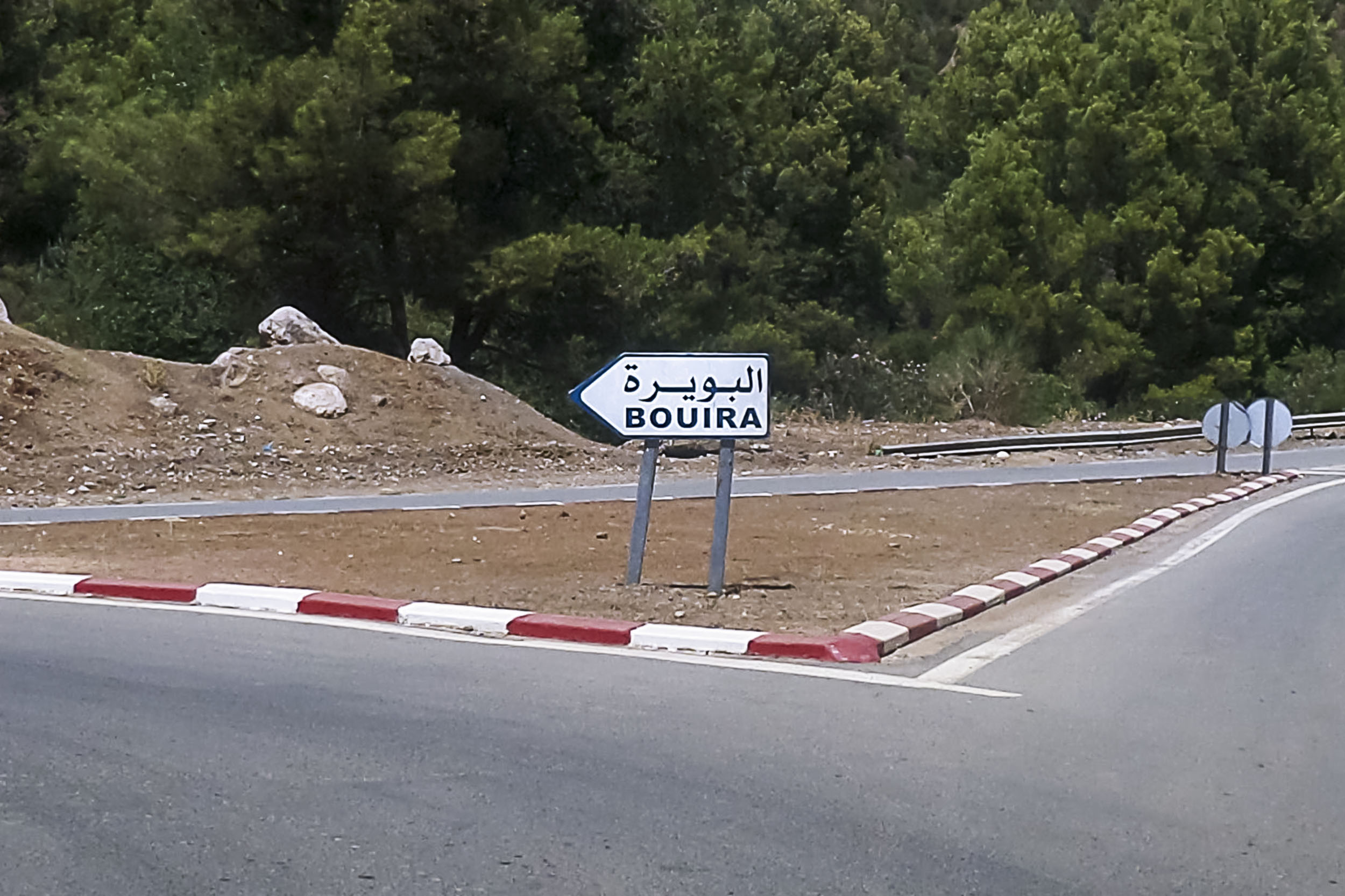
البويرة

وُلدت «فاطمة الزهراء بونوار» خلال سنة 1917م في منطقة البويرة ضمن ولاية البويرة الواقعة على 120 كلم شرق مدينة الجزائر والمنضوية داخل منطقة القبائل في الجزائر.
توفي أبوها وهي صغيرة فتركها يتيمة ليتكفل بها عمها وتصير بعد سنوات قليلة من أشهر الفنانات اللواتي غنين باللغة القبائلية.

### الهجرة إلى تونس
انتقلت «فاطمة الزهراء بونوار» في طفولتها مع عمها إلى تونس لتقيم معه.
وبعد أن عاشت اليتم منذ طفولتها، درست الرقص في مركز الشبيبة للتكوين الفني في تونس.

### الهجرة إلى فرنسا

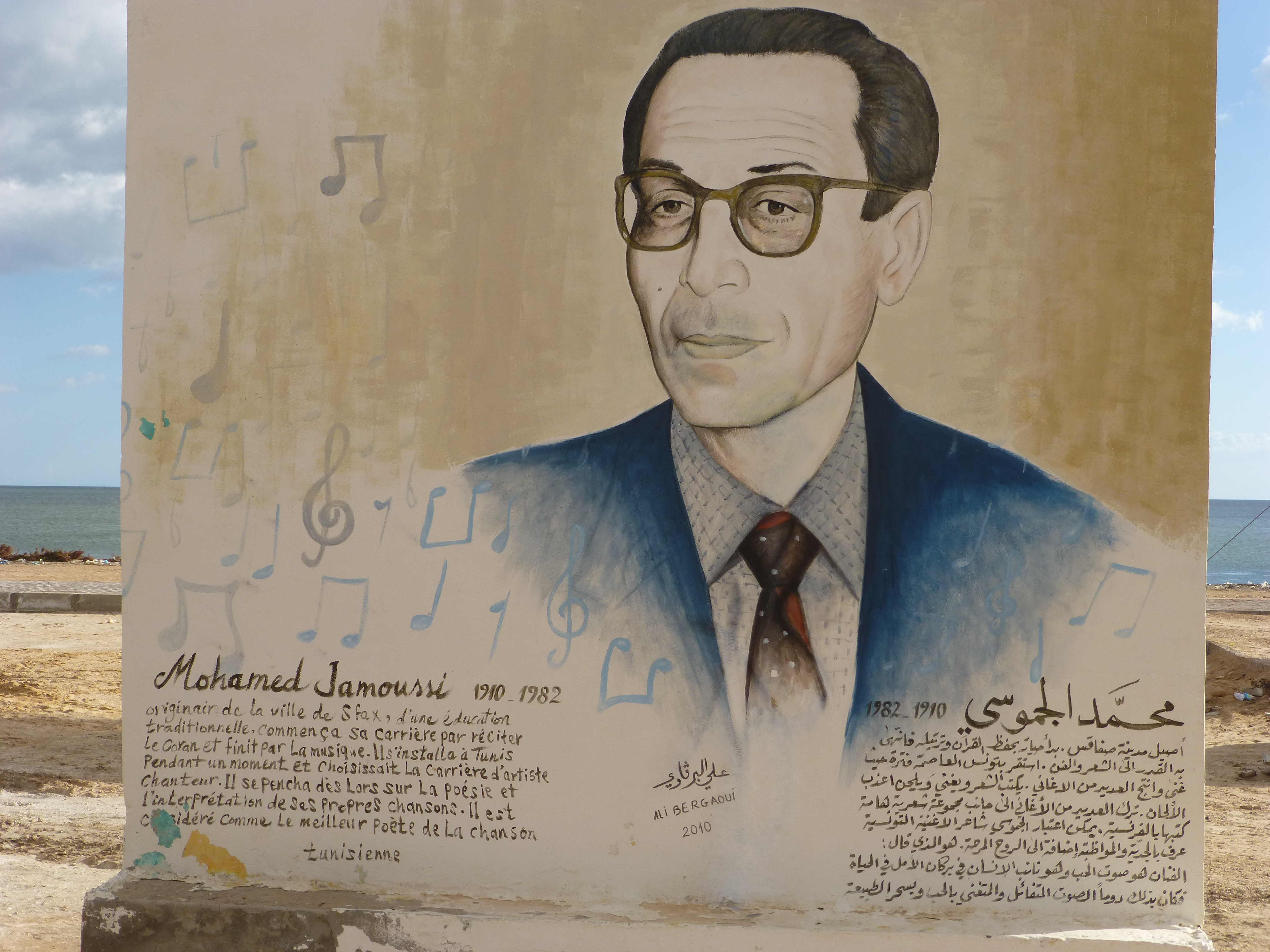
محمد الجموسي (1910م-1982م)

شدت «فاطمة الزهراء بونوار» الرحال نحو باريس في سنة 1931م وعمرها لا يتجاوز 14 عاما.
فاحتضنها هناك بعض الأقارب، الذين شجعوها على ممارسة فنها وكسب عيشها منه.
وبرعت الشابة «فاطمة الزهراء بونوار» في الرقص الشرقي داخل الدائرة الخامسة في باريس مما جعلها تلقى نجاحا كبيرا لدى الجالية المهاجرة في باريس.
اندمجت «فاطمة الزهراء بونوار»، رغم حداثة سنها، سريعا ضمن الفرقة الفنية المغاربية التي كان يديرها الملحن والمغني التونسي محمد الجموسي (1910م-1982م)، الذي يعد أحد أصدقاء الفنان المغربي الحسين السلاوي.
وبفضل نبرة صوتها المتميزة واقتباسها من أغاني وألحان الفنان الجزائري محمد الكامل [الفرنسية]، سطع نجم «فاطمة الزهراء بونوار» في مجالات الغناء والرقص وبدأت تشتهر أكثر باسمها الفني «بهية فرح» الذي حجب اسمها الحقيقي.
ومن بين أغاني الفنان الجزائري محمد الكامل [الفرنسية] التي اقتبستها:
- صغيرة مسرارة "Sghira mesrara".
- بنت عمي "Bent ammi".
- الدنيا "Edounya".
- زمان اليوم "Zmane el youm".

### زواجها

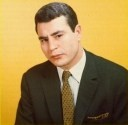
آكلي يحياتن

التقت الفنانة «بهية فرح» خلال سنة 1937م في مدينة باريس بالفنان التشكيلي "محمد تمام [الفرنسية]" المعروف باسم «سيدي علي» (1915م-1988م)، الذي كان قد التحق للتو بمقر المدرسة العليا لفنون الديكور [الفرنسية] بباريس، الذي تزوجته فيما بعد.
وأدمجت «بهية فرح» زوجها "محمد تمام [الفرنسية]"، وهو أيضا موسيقي يجيد العزف بمهارة جد عالية على آلتي البانجو والكمان، في الفرقة الموسيقية التي سيرتها في إطار جولة فنية كبيرة نظمت عبر المصحات الفرنسية لفائدة العمال المغاربيين.
وكان صديقها المقرب الموسيقي «علي أوعمارة» يسهر على نجاح هذه الجولة الغنائية وكل التظاهرات الفنية الأخرى التي كانت تشارك فيها «بهية فرح» التي كان يحرسها ويسير أعمالها ويعزف على آلة "طبل الطار [الفرنسية]" مع فرقتها الموسيقية.

### تسجيلاتها الغنائية
اقترحت شركة باتي ماركوني [الفرنسية] على الفنانة «بهية فرح» خلال سنة 1949م تسجيل أغان في أقراص من نوع قرص 78 دور [الفرنسية].
فقبلت «بهية فرح» المشروع المقترح وقانت بتسجيل ستة أقراص، ومن بين الأغاني المتضمنة فيها:
- يَا اللِّي قَلَّقْتُو « Yalli quelaqtou ».
- يَا عُمْرِي عْلِيكْ « Ya omri lik ».
- رَايَحْ مَعْدُومْ « Rayeh maâdoum ».

### أغنيتا «سمرة وخمورية» و«الحبيب العالي»

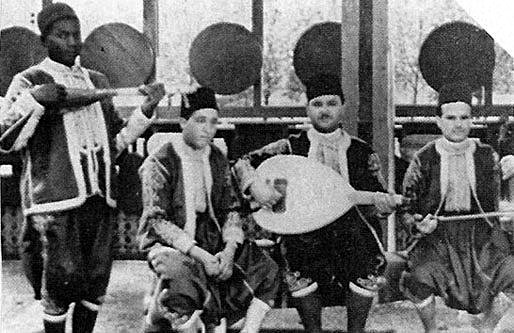
الحسين السلاوي (1921م-1951م)

ورد اسم الفنانة «بهية فرح» في الأغنية الشهيرة «سمرة وخمورية» التي أداها الفنان المغربي الحسين السلاوي (1921م-1951م) وذلك خلال سنة 1950م.
وقد تربع اسم «بهية فرح» على شفاه الفنان الحسين السلاوي حينما ذاع صيت موهبتها في صفوف الجالية العربية المقيمة في فرنسا.
وشاء القدر أن يضعها في طريق الحسين السلاوي وعمره لا يتجاوز 24 عاما، خلال إقامته بباريس قصد تسجيل بعض أغانيه عند باتي ماركوني [الفرنسية].
ودفعهما الإعجاب والاحترام المتبادلين بينهما إلى تسجيل أغنية «الحبيب العالي»، التي قاما بأدائها بشكل ثنائي لدى المنتج نفسه باتي ماركوني [الفرنسية].
وقد أعرب الحسين السلاوي، في أغنيته «سمرة وخمورية»، التي لا يضاهي روعتها النادرة سوى حسن المرأة السمراء التي تغنى بها، عن سروره للقاء «بهية فرح» التي كان يحملها في قلبه حينما ضَمَّنَ عبارة: «الله عليك يا السلاوي، شفت بهية فرح» في قصيدة أغنيته.

### فيديوهات أغنيتي «سمرة وخمورية» و«الحبيب العالي»

باتي ماركوني

- أغنية "الحسين السلاوي": سمرة وخمورية على يوتيوب
- أغنية "الحسين السلاوي": الحبيب العالي على يوتيوب
- أغنية "ابتسام": سمرة وخمورية على يوتيوب

### ثورة تحرير الجزائر

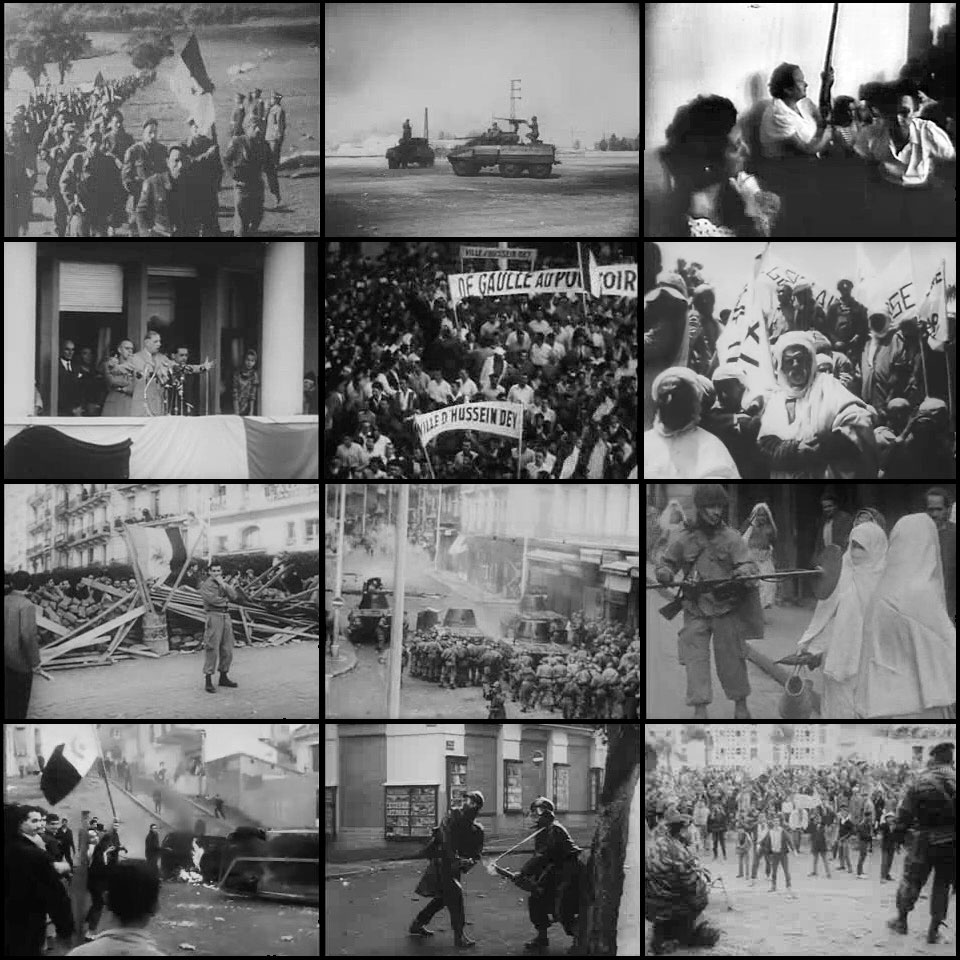
ثورة التحرير الجزائرية

شاركت الفنانة «بهية فرح» في ثورة تحرير الجزائر بفنها وأملاكها ومحيطها.
وظلت المجاهدة «بهية فرح» خلال سبع سنوات من 1954م إلى 1962م تبذل وسعها في خدمة القضية الوطنية الجزائرية مع المجاهد «كمال حمادي» الذي كانت تسكن بجواره في نفس الحي الباريسي.
وبما أنها كانت أقدم الفنانات الجزائريات المهاجرات في فرنسا، فكانت المرأة الموثوق بها المسؤولة عن النساء المكلفات من طرف جبهة التحرير الوطني الجزائري بجمع الأموال والتبرعات لفائدة جبهة التحرير الوطني الجزائري في فرنسا.
وإضافة إلى تحسيسها الجزائريين المهاجرين في فرنسا بحيثيات قضية الاستقلال الوطنية، كانت تقوم بجولات فنية مع زوجها "محمد تمام [الفرنسية]" في أوساط الجالية الجزائرية في فرنسا.

### تأسيس الأوركسترا
قامت المجاهدة «بهية فرح» بإعادة تشكيل الفرقة الموسيقية المغاربية بعد تشتت أعضائها خلال سنة 1955م عقب اندلاع حرب التحرير الجزائرية لتصير بذلك قائدة فرقة موسيقية.
وتم ذلك من خلال تأسيس أوركسترا خاصة بها عبر تشكيل فرقة موسيقية أخرى تضم 24 فردا أين تكفلت بمسؤولية الإشراف عليها.
فواصلت «بهية فرح» مع فرقتها أداء الأغاني التي تُعْنَى بمواضيع الهجرة والغربة والعودة ومشاكل المهاجرين وعائلاتهم.
كما وضعت هذه الأوركسترا الخاصة بها في متناول المغنين الذين كانوا ينظمون حفلات من أجل تحسيس الجالية الجزائرية في فرنسا بضرورة الالتحاق بالثورة التحريرية الجزائرية.
وكان يرأس الفنان عبد الرحمان عزيز هذه المجموعة المعاد تشكيلها من المغنيات سلوى وحنيفة وموزة وخدوجة.
وكانت هذه الأوركسترا تنسق مع «الفرقة الفنية لجبهة التحرير الوطني» تحت إشراف "فدرالية جبهة التحرير الوطني في فرنسا".

### الأغاني الثنائية قبل استقلال الجزائر

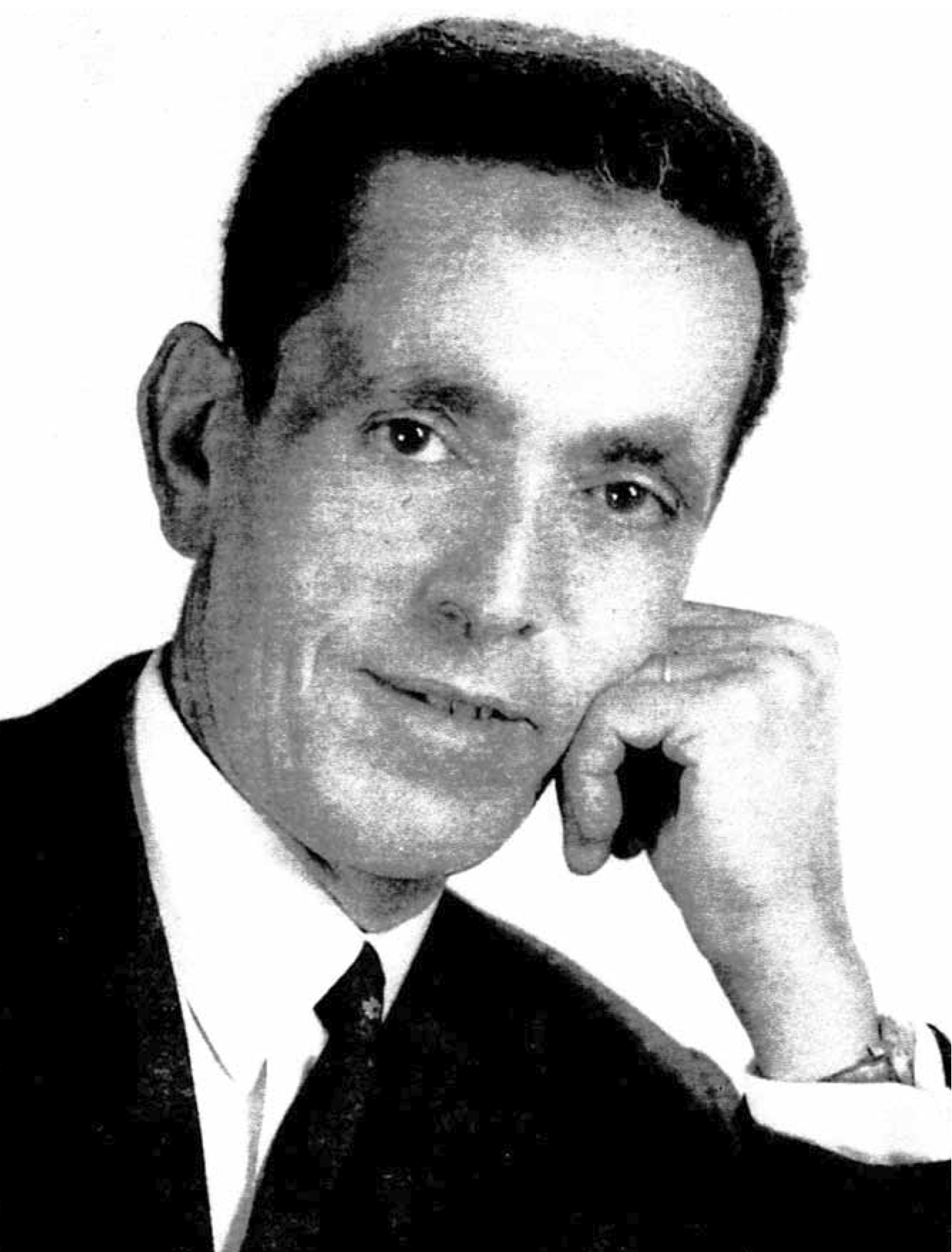
سليمان عازم (1918م-1983م)

شاركت الفنانة «بهية فرح» مع العديد من الفنانين القبائليين في أغاني ثنائية قبل استقلال الجزائر.
ومن أشهر الفنانين الذين شاركت معهم في مشاريع غنائية الفنان "علاوة زروقي [الفرنسية]" الذي أدت معه أغنية «آيَاعْزِيزْ آطَاسْ إِيتَزْهِيظْ Ayaaziz attas Itezhidh».
ومن أشهر الفنانين الآخرين الذين شاركت معهم في مشاريع غنائية الفنان سليمان عازم.
وتمت هذه المشاركة حينما التقت الفنانة «بهية فرح» خلال سنة 1959م بالفنان سليمان عازم (1918م-1983م) في فرنسا.
فأدت معه أغنيتين شهيرتين باللغة القبائلية عنواناهما:
- كَمّْ آوْكْ ذْنَكّْ « Kem aouk dhnek ».
- آطَاسْ إِيصَبْرَغْ « Atass issevragh ».

### استقلال الجزائر
مكثت المجاهدة «بهية فرح» لأسباب مهنية في فرنسا غداة افتكاك استقلال الجزائر خلال عام 1962م.
واستقر بها المقام طوال ثلاثة أعوام في وسط الجالية الجزائرية في فرنسا إلى غاية مطلع سنة 1965م.
فواصلت الغناء في المهجر، ومن بين أشهر أغانيها آنذاك تلك التي عنوانها «فُوكَّنْ لَمْحَانْ « Foukken lemhène »».

### العودة إلى الجزائر

الإذاعة الجزائرية

عادت الفنانة «بهية فرح» بشكل نهائي لأرض وطنها الجزائر في يوم 1 فيفري 1965م، حيث أدت العديد من الأغاني ضمن الإذاعة الجزائرية.
ومن بين أشهر أغانيها في تلك الفترة التي عنوانها «ثْفُوكْ الْغُربَة ثْفُوكْ « Thefouk el ghorba thefouk »» للإعلان عن عودتها النهائية إلى الجزائر.
وظلت تنشط برنامجا إذاعيا مع الفنان الشيخ نور الدين مزيان [الفرنسية] (1918م-1999م) في الإذاعة الجزائرية باللغة القبائلية إلى حين تقاعدها.
وقد أدت أغنية أو اثنتين في التلفزيون الجزائري قبل عام 1967م.
وكانت آخر أغنية أدتها خلال سنة 1967م في القناة الإذاعية الثانية ضمن الإذاعة الجزائرية قبل تقاعدها عن عمر ناهز 60 عاما، وقرارها بعد تقاعدها تكريس نفسها لتنشيط الحفلات العائلية والمهرجانات العمومية.
وأحدثت لهذا الغرض المجموعة النسائية «مجموعة الفرح» نزولا عند الرغبة الملحة لمعجبيها في مدينة الجزائر.

### الأغاني الثنائية بعد استقلال الجزائر
شاركت الفنانة «بهية فرح» مع العديد من الفنانين في أغاني ثنائية بعد استقلال الجزائر.
ومن أشهر الفنانين الذين شاركت معهم في مشاريع غنائية الفنان الشيخ نور الدين مزيان [الفرنسية] (1918م-1999م) والفنان شريف خدام (1927م-2012م).
كما أدت أغنية ثنائية مع الفنانة شريفة وردية بوشملال عنوانها «أُورْثَتْسُوغْ إِيقَلِّيلَنْ Ourthet sough iguelilène».
وأدت كذلك أغان ثنائية مع الفنان آكلي يحياتن وفنانين آخرين.

### اعتزال الغناء
ما لبثت الفناة «بهية فرح» أن اعتزلت الغناء مع «مجموعة الفرح» لتتميز السنوات الأخيرة من عمرها بانسحاب من الساحة الفنية عبر غياب طويل إلى جوار زوجها الرسام "محمد تمام [الفرنسية]".

### الرصيد الغنائي
رغم تقاعدها من الإذاعة الجزائرية خلال عام 1967م، إلا أن «بهية فرح» سجلت أغنيتين مرئيتين في مؤسسة التلفزيون الجزائري.
لا تحتفظ المكتبة الصوتية المركزية الخاصة بالإذاعة الجزائرية سوى بـ22 أغنية من بين الخمسين أغنية التي أدتها «بهية فرح».

### وفاتها

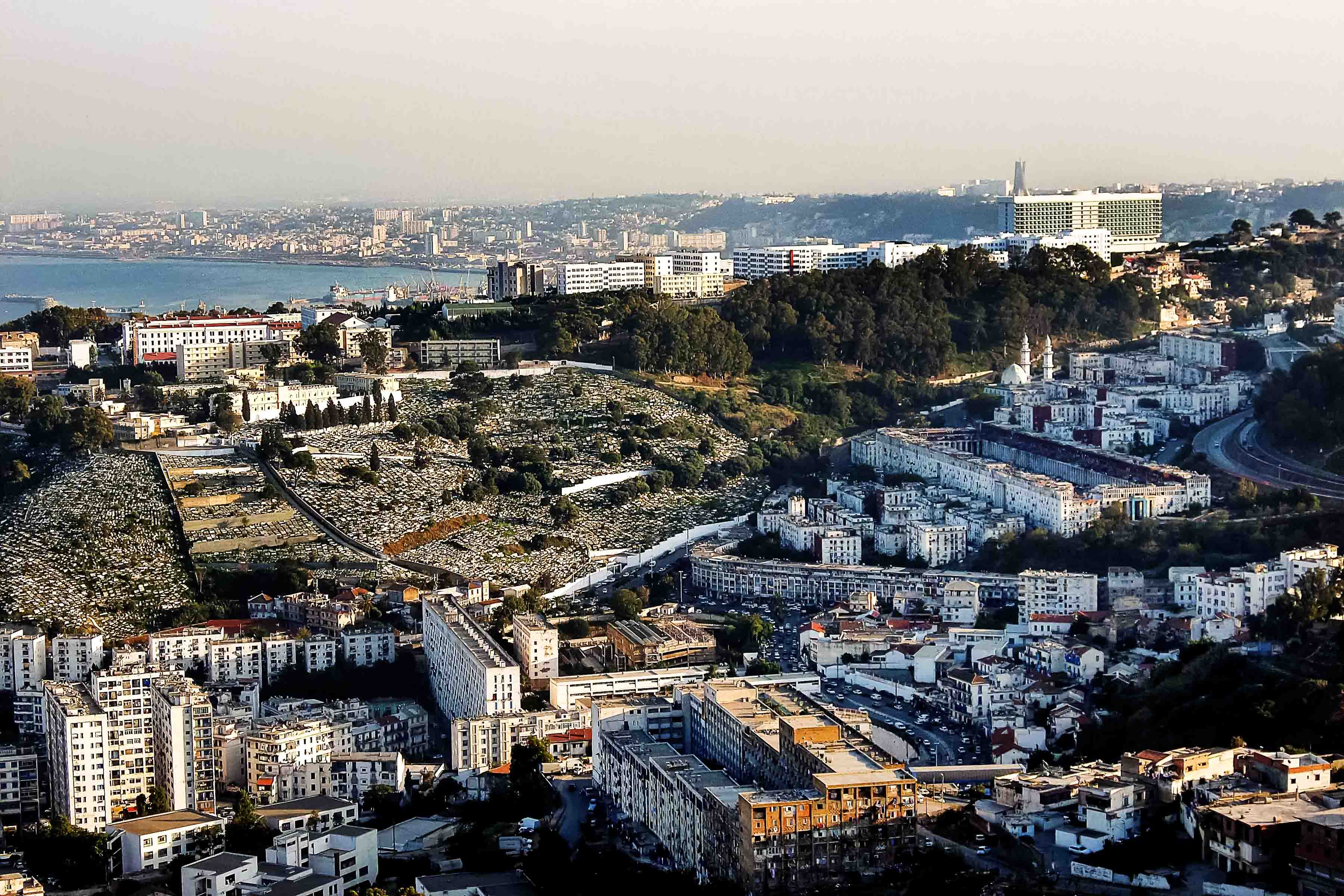
مقبرة القطار

توفيت الفنانة «بهية فرح» في يوم 24 أفريل 1984م بعد أن نال منها التعب والمرض عن عمر ناهز 68 عاما.
والتحق بها زوجها "محمد تمام [الفرنسية]" أربع سنوات بعد ذلك خلال سنة 1988م عن عمر ناهز 73 عاما.
وقد تم دفن كليهما في «مقبرة القطار» في بلدية باب الوادي ضمن مدينة الجزائر.

### تكريمها
تم تكريم الفنانة «بهية فرح» خلال سنة 2009م من طرف «مديرية الثقافة لولاية البويرة»، بمسقط رأسها في بلدية البويرة، من خلال تنظيم لقاء على مدى ثلاثة أيام ما بين 10 و12 مارس 2009م.

## أغاني أشويق

### أغاني الفنانة بهية
تُعتبر الفنانة «بهية فرح» من أشهر مغنيات «أشويق»، ومن بين أغانيها المعروفة:
- 1941م: مَبْرُوكْ الْعِيدْ الإِسْلاَمْ (Mabrok el 3id el Islam).
- 1947م: سِي لَبْحَرْ غَرْ ذِينْ (Si lebḥer ɣer din).
- 1950م: إِيغُورْ لَهْلاَلِيسْ (Iγur leḥlal-is).
- 1956م: يَلْهَا الصّْبَرْ (Yelha sevar).
- 1960م: آيَا غْرِيبْ (Aya gherive).

### فيديوهات أغاني بهية
- أغنية: مَبْرُوكْ الْعِيدْ الإِسْلاَمْ (Mabrok el 3id el Islam) على يوتيوب
- أغنية: سِي لَبْحَرْ غَرْ ذِينْ (Si lebḥer ɣer din) على يوتيوب
- أغنية: إِيغُورْ لَهْلاَلِيسْ (Iγur leḥlal-is) على يوتيوب
- أغنية: يَلْهَا الصّْبَرْ (Yelha sevar) على يوتيوب
- أغنية: آيَا غْرِيبْ (Aya gherive) على يوتيوب

### مواضيع ذات صلة
- أشويق
- قبائلي (موسيقى)
- الموسيقى الأمازيغية
- الإذاعة الجزائرية
- القناة الإذاعية الثانية
- أورار لخالات [القبيلية]
- نوبة لخالات
- أنيسة
- جميلة
- جيدة ثامقرانث
- حنيفة
- خدوجة
- زينة
- شابحة
- شريفة
- علجية
- نوارة
- ونيسة
- يمينة
- منطقة القبائل
- قائمة الأسماء الأمازيغية
- ولاية البويرة
- دائرة البويرة
- بلدية البويرة
- ولاية الجزائر
- مدينة الجزائر
- دائرة باب الوادي
- بلدية باب الوادي

### مؤلفات
- «عبد القادر بن دعماش»: «الأسماء الخالدة للفن الموسيقي الجزائري»، 2003م.

### وصلات خارجية
- الموقع الرسمي لوزارة الثقافة الجزائرية
- الموقع الرسمي لولاية البويرة
- الموقع الرسمي لولاية الجزائر